# The Damnation Game
The Damnation Game ist das zweite Studioalbum der US-amerikanischen Progressive-Metal-Band Symphony X. Es wurde 1995 durch Zero Corporation in Japan und weltweit von InsideOut Music veröffentlicht. Eine remasterte Ausgabe erschien am 13. September 2004 über InsideOut Music.

## Entstehungsgeschichte
Nach dem Debütalbum Symphony X verließ Sänger Rod Tyler die Band. An seine Stelle trat Russell Allen, der einen stilistischen Wandel in Richtung neoklassischer Musik bewirkte.

## Musikstil
Der Mittelteil von Dressed to Kill, nach dem Gitarrensolo, zitiert Johann Sebastian Bachs Präludium in c-Moll (BWV 847) aus dem Wohltemperierten Klavier Erster Teil von 1722.
Die Einleitung von The Damnation Game zitiert Carl Philipp Emanuel Bachs Solfeggio in c-Moll (Wq 117/2, H. 220) von 1766.

## Rezeption
Robert Taylor von AllMusic gab The Damnation Game 2/5 Sterne und nannte es eine Verbesserung gegenüber dem Debütalbum der Band. Allerdings kritisierte er die vielen Einflüsse, die der Arbeit des Gitarristen Yngwie Malmsteens entstammten: „Gitarrist Michael Romeos Licks und Soli sind direkt von Malmsteens Rising Force und Marching Out abgekupfert.“ Weiterhin zieht er Parallelen beim Gesangsstil Allens zu dem von Mark Boals und Jeff Scott Soto, die ebenfalls aus Malmsteens früheren Bands stammten, sowie zum Stil Ronnie James Dios am Anfang seiner Karriere. Von den Benutzern von AllMusic erhielt das Album 3,5/5 Punkten, ähnlich wie bei Prog Archives, wo es von 18 Rezensenten 3,34/5 Punkten errang.
Auf dem deutschsprachigen Progressive-Rock-Musikportal Babyblaue Seiten fallen die Kritiken ebenfalls mittelmäßig aus, wo es 8/15 Punkten erreicht. Gunnar Claußen vermerkt: „Einige Songs stellen eine Weiterentwicklung gegenüber dem Debüt dar, andere dagegen verschrecken dagegen umso mehr mit inkohärenten, nicht aufeinander abgestimmten Passagen. Russell Allen ist auch noch nicht der Russell Allen, den man von später kennt …“ Henning Mangolds hebt die längeren Stücke Edge of forever und das zweiteilige Winter's dream als Höhepunkte heraus.

## Titelliste
Alle Titel wurden von Symphony X geschrieben.
| Nr.          | Titel                                      | Länge |
| ------------ | ------------------------------------------ | ----- |
| 1.           | The Damnation Game                         | 4:32  |
| 2.           | Dressed to Kill                            | 4:44  |
| 3.           | The Edge of Forever                        | 8:58  |
| 4.           | Savage Curtain                             | 3:30  |
| 5.           | Whispers                                   | 4:48  |
| 6.           | The Haunting                               | 5:21  |
| 7.           | Secrets                                    | 5:42  |
| 8.           | A Winter's Dream - Prelude (Part I)        | 3:03  |
| 9.           | A Winter's Dream - The Ascension (Part II) | 5:40  |
| Gesamtlänge: | Gesamtlänge:                               | 46:18 |